# Frédéric Théllusson

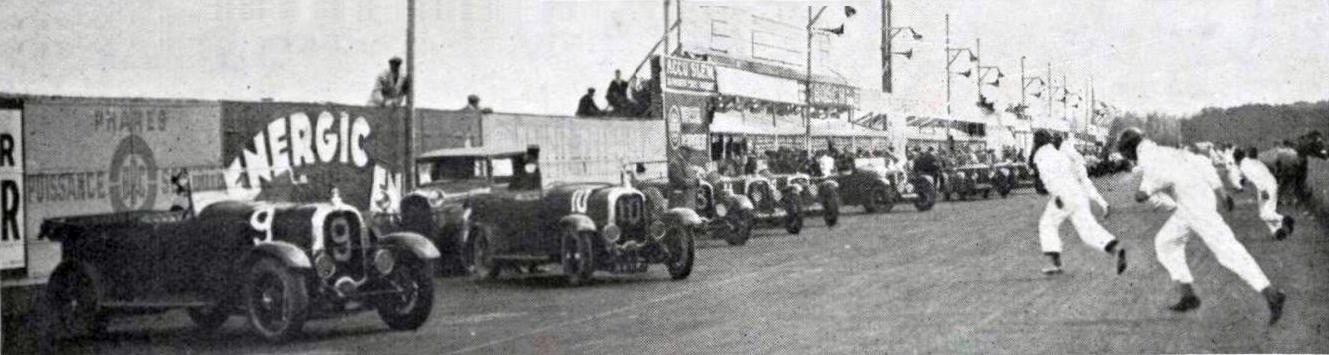
Der Fasto A3 Sport (Startnummer 9) von Frédéric Théllusson und Paul Brosselin beim Start zum 24-Stunden-Rennen von Le Mans 1927

Frédéric „Freddy“ Eugène Théllusson (* 23. Januar 1894 in Gistel; † 4. August 1960 in Westende) war ein belgischer Autorennfahrer.

## Karriere
Frédéric Thellusson war in seiner Karriere zweimal beim 24-Stunden-Rennen von Le Mans am Start. 1926 war er Werksfahrer bei Officine Meccaniche und Partner von Renato Balestrero. Das Duo wurde im Rennen disqualifiziert. Ein Jahr später fiel er vorzeitig aus. Regelmäßig startete er beim 24-Stunden-Rennen von Spa-Francorchamps. Zwischen 1924 und 1938 nahm er zehnmal an diesem Rennen teil. Mehrmals konnte er sich im Spitzenfeld klassieren. 1933 wurde er Gesamtdritter, 1927 Vierter und 1929 Fünfter.
Zweimal war er auch beim Grand Prix des Frontières am Start. 1931 (Sieger Arthur Legat) wurde er Gesamtvierter. Das Rennen 1932 – erneut siegte Arthur Legat – beendete er als Fünfter der Endwertung.

## Statistik

### Le-Mans-Ergebnisse
| Jahr | Team                                | Fahrzeug               | Teamkollege       | Platzierung     | Ausfallgrund |
| ---- | ----------------------------------- | ---------------------- | ----------------- | --------------- | ------------ |
| 1926 | Officine Meccaniche                 | O.M. Tipo 665S Superba | Renato Balestrero | Disqualifiziert |              |
| 1927 | Fabriques d’Automobiles de St. Ouen | Fasto A3 Sport         | Paul Brosselin    | Ausfall         | Elektrik     |

### 24-St-Spa-Ergebnisse
| Jahr  | Team                                | Fahrzeug           | Teamkollege        | Platzierung             | Ausfallgrund |
| ----- | ----------------------------------- | ------------------ | ------------------ | ----------------------- | ------------ |
| 1924  |                                     | Chenard & Walcker  |                    | Ausfall                 | unbekannt    |
| 1926  | Sénéchal et Cie.                    | Sénéchal           | Barthélémy Bruyère | Ausfall                 | unbekannt    |
| 1927  | Fabriques d’Automobiles de St. Ouen | Fasto A3 Sport     | Paul Brosselin     | Rang 4 und Klassensieg  |              |
| 1928  | Société Industrielle et Commerciale | Sénéchal           |                    | Rang 15 und Klassensieg |              |
| 1929  |                                     | Lancia Lambda      | Telesphore Georges | Rang 5                  |              |
| 1930  | Automobiles Imperia                 | Imperia            | Jacques Ledure     | Rang 17                 |              |
| 1931  | Automobiles Imperia                 | Imperia            | Fauconnier         | Rang 12                 |              |
| 1932  |                                     | Lancia Dilambda    |                    | Ausfall                 | unbekannt    |
| 1933  | Frédéric Théllusson                 | Alfa Romeo 8C 2300 | Albert Greeve      | Rang 3                  |              |
| 19338 | Marcel Tounquet                     | Lancia Aprilia     | Ernest André       | Rang 10                 |              |